# 2010年冬季残疾人奥林匹克运动会奥地利代表团
2010年冬季残疾人奥林匹克运动会奥地利代表团是奥地利派出的2010年冬季残疾人奥林匹克运动会代表团。